# La terrazza proibita
La terrazza proibita è un romanzo scritto nel 1994 in lingua inglese dall'autrice marocchina Fatema Mernissi e pubblicato in Italia nel 1996. La storia narrata si svolge nella Fez degli anni quaranta e il racconto attinge al vissuto della scrittrice in quanto è la biografia della sua infanzia.
Il libro racconta, dal punto di vista della piccola Fatema, cosa significa crescere e come si svolge la vita all'interno dell'harem; quali sono i desideri, i sogni e le ambizioni di una bambina costretta a crescere tra le mura domestiche.
Il risultato è un libro dal tono delicato, drammatico ma anche provocatorio, che vuole far giustizia tra gli stereotipi negativi e l'idealizzazione della vita nell'harem. Il contrasto fra tradizione e modernizzazione è evidente: il desiderio di libertà femminile s'intreccia infatti alla difesa orgogliosa della propria cultura.

## Trama
La piccola Fatema cresce nell'harem di suo padre e di suo zio, che è un'ampia casa ricca di cortili, fontane e stanze piene di tappeti e tendaggi colorati dove convivono le due famiglie di fratelli insieme a molte altre donne con loro imparentate e ai servitori. Da queste figure femminili bizzarre, commoventi e forti Fatema imparerà molte cose. In particolare Fatema si lega al cuginetto Samir; insieme i due si pongono molte domande fra cui: "Che cos'è un Harem?". Diventa molto difficile dare una spiegazione a questo quesito perché l'harem di Fatema, che è una fortezza, è molto diverso da quello della nonna Jazmina che è invece una fattoria aperta. è attraverso gli occhi dei due bambini e grazie alle loro descrizioni che il lettore può notare il diverso modo di vivere la vita nell'harem. 
In realtà, nonostante le differenze, questo resta un luogo in cui le donne sono sottomesse a delle rigide regole imposte dagli uomini, tra le principali quella di non varcare i confini delle mura domestiche. Fatema, seppure ancora nell'età dell'infanzia, sente già addosso l'ingiustizia di questa realtà e cerca, soprattutto con l'uso della sua immaginazione, di evadere verso un mondo nuovo. La terrazza più alta della casa diventa il luogo proibito, da raggiungere in segreto, un luogo dove le donne fantasticano evasioni, si scambiano messaggi con le vicine, praticano rituali magici e parlano di argomenti proibiti negli spazi familiari.